# 나카사토촌 (이바라키현)
나카사토촌(中里村)은 이바라키현 구지군에 일찍이 존재했던 촌이다.

## 지리
현재의 히타치시 최서부에 위치한다.

## 역사
- 1889년 4월 1일 - 정촌제 시행에 의해 구지군 나카사토촌이 성립하였다.
- 1955년 2월 15일 - 히다카촌, 구지군 구지정, 사카모토촌, 히가시오자와촌, 다가군 다가정과 함께 히타치시에 편입되어, 소멸하였다.

## 인구
| 1891년 | 2,484 |
| 1920년 | 3,130 |
| 1935년 | 3,159 |
| 1950년 | 4,856 |
| 1954년 | 4,723 |

## 참고문헌
- 日立市史編さん委員会編『日立市史』、日立市、1959年
- 日立市史編さん委員会編『新修日立市史』、日立市、1994年
- 角川日本地名大辞典編纂委員会『가도카와 일본 지명 대사전 8 茨城県』、가도카와 쇼텐、1983年 ISBN 4040010809